# 7e Amerikaans Congres
Het 7e Amerikaans Congres was het zevende Congres van de Amerikaanse federale overheid en bestond uit de Amerikaanse Senaat en het Huis van Afgevaardigden. Het congres kwam bijeen van 4 maart 1801 tot en met 3 maart 1803 in Washington, D.C., tijdens de eerste twee jaren van de ambtstermijn van president Thomas Jefferson.

## Data van sessies
4 maart 1801 - 3 maart 1803
- Speciale sessie van de Senaat: 4 maart 1801 - 5 maart 1801
- 1e sessie: 7 december 1801 - 3 mei 1802
- 2e sessie: 6 december 1802 - 3 maart 1803

## Belangrijke gebeurtenissen
- 4 maart 1801- presidentiële inauguratie van Thomas Jefferson

## Nieuwe staat
- 29 november 1802 - Ohio ratificeerde de Amerikaanse Grondwet en werd zodoende de 16e staat

## Leden van deSenaat
- (F) = Federalisten
- (DR)= Democraten-Republikeinen

#### Connecticut
- James Hillhouse (F)
- Uriah Tracy (F)

#### Delaware
- William H. Wells (F)
- Samuel White (F)

#### Georgia
- Abraham Baldwin (DR)
- James Jackson (DR)

#### Kentucky
- John Brown (DR)
- John Breckinridge (DR)

#### Maryland
- John Eager Howard (F)
- William Hindman (F)
Robert Wright (DR)

#### Massachusetts
- Dwight Foster (F)
- Jonathan Mason (F)

#### New Hampshire
- Samuel Livermore (F)
Simeon Olcott (F)
- James Sheafe (F)
William Plumer (F)

#### New Jersey
- Jonathan Dayton (F)
- Aaron Ogden (F)

#### New York
- Gouverneur Morris (F)
- John Armstrong, Jr. (DR)
DeWitt Clinton (DR)

#### North Carolina
- 2: Jesse Franklin (DR)
- 3: David Stone (DR)

#### Ohio
- vacant
- vacant

#### Pennsylvania
- James Ross (F)
- John Peter G. Muhlenberg (DR)
George Logan (DR)

#### Rhode Island
- Theodore Foster (DR)
- Ray Greene (F)
Christopher Ellery (DR)

#### South Carolina
- Charles Pinckney (DR)
Thomas Sumter (DR)
- John Ewing Colhoun (DR)
Pierce Butler (DR)

#### Tennessee
- Joseph Anderson (DR)
- William Cocke (DR)

#### Vermont
- Elijah Paine (F)
Stephen R. Bradley (DR)
- Nathaniel Chipman (F)

#### Virginia
- Stevens T. Mason (DR)
- Wilson C. Nicholas (DR)

## Leden van deHuis van Afgevaardigden
- (F) = Federalisten
- (DR)= Democraten-Republikeinen

#### Connecticut
- Samuel W. Dana (F)
- John Davenport (F)
- Elizur Goodrich (F), was verkozen maar werd aangesteld bij de havendienst van New Haven
- Calvin Goddard (F), 14 mei 1801 – einde
- Roger Griswold (F)
- Elias Perkins (F)
- John Cotton Smith (F)
- Benjamin Tallmadge (F)

#### Delaware
- James A. Bayard (F)

#### Georgia
- John Milledge (DR), tot mei 1802 (werd gouverneur)
Peter Early (DR), 10 januari 1803 – einde
- Benjamin Taliaferro (DR), tot mei 1802 (ontslag genomen)
David Meriwether (DR), 6 december 1802-einde

#### Kentucky
- Thomas T. Davis (DR)
- John Fowler (DR)

#### Maryland
- John Campbell (F)
- Richard Sprigg, Jr. (DR), tot 11 februari 1802 (ontslag genomen)
Walter Bowie (DR), van 24 maart 1802 – einde
- Thomas Plater (F)
- Daniel Hiester (DR)
- Samuel Smith (DR)
- John Archer (DR)
- Joseph H. Nicholson (DR)
- John Dennis (F)'

#### Massachusetts
- John Bacon (DR)
- William Shepard (F)
- Ebenezer Mattoon (F)
- Levi Lincoln, Sr. (DR), tot 5 maart 1801 (werd minister van Justitie)
Seth Hastings (F), van 24 augustus 1802-einde
- Lemuel Williams (F)
- Josiah Smith (DR)
- Phanuel Bishop (DR)
- William Eustis (DR)
- Joseph Bradley Varnum (DR)
- Nathan Read (F)
- Manasseh Cutler (F)
- Silas Lee (F), tot 20 augustus 1801 (teruggetreden)
Samuel Thatcher (F), 6 december 1802-einde
- Peleg Wadsworth (F)
- Richard Cutts (DR)

#### New Hampshire
- Abiel Foster (F)
- Joseph Peirce (F)
Samuel Hunt (F)
- Samuel Tenney (F)
- George B. Upham (F)

#### New Jersey
- John Condit (DR)
- Ebenezer Elmer (DR)
- William Helms (DR)
- James Mott (DR)
- Henry Southard (DR)

#### New York
- John Smith (DR)
- Samuel L. Mitchill (DR)
- Philip Van Cortlandt (DR)
- Lucas C. Elmendorf (DR)
- Thomas Tillotson (DR)
Theodorus Bailey (DR)
- John Bird (F)
John P. Van Ness (DR), tot 17 januari 1803, zetel vacant tot einde termijn
- David Thomas (DR)
- Killian K. Van Rensselaer (F)
- Benjamin Walker (F)
- Thomas Morris (F)

#### North Carolina
- James Holland (DR)
- Archibald Henderson (F)
- Robert Williams (DR)
- Richard Stanford (DR)
- Nathaniel Macon (DR)
- William H. Hill (F)
- William Barry Grove (F)
- Charles Johnson (DR)
Thomas Wynns (DR)
- Willis Alston (DR)
- John Stanly (F)

#### Ohio
- Vacant

#### Pennsylvania
- William Jones (DR)
- Michael Leib (DR)
- Joseph Hemphill (F)
- Robert Brown (DR)
- Isaac Van Horne (DR)
- Joseph Hiester (DR)
- John A. Hanna (DR)
- Thomas Boude (F)
- John Stewart (DR)
- Andrew Gregg (DR)
- Henry Woods (F)
- John Smilie (DR)
- William Hoge (DR)

#### Rhode Island
- Joseph Stanton, Jr. (DR)
- Thomas Tillinghast (DR)

#### South Carolina
- Thomas Lowndes (F)
- John Rutledge, Jr. (F)
- Benjamin Huger (F)
- Thomas Sumter (DR)
Richard Winn (DR)
- William Butler, Sr. (DR)
- Thomas Moore (DR)

#### Tennessee
- William Dickson (DR)

#### Vermont
- Israel Smith (DR)
- Lewis R. Morris (F)

#### Virginia
- John Smith (DR)
- David Holmes (DR)
- George Jackson (DR)
- Abram Trigg (DR)
- John J. Trigg (DR)
- Matthew Clay (DR)
- John Randolph (DR)
- Thomas Claiborne (DR)
- William B. Giles (DR)
- Edwin Gray (DR)
- Thomas Newton, Jr. (DR)
- John Stratton (F)
- John Clopton (DR)
- Samuel J. Cabell (DR)
- John Dawson (DR)
- Anthony New (DR)
- Richard Brent (DR)
- Philip R. Thompson (DR)
- John Taliaferro (DR)

#### Afgevaardigden
- Narsworthy Hunter,tot 11 maart 1801

Thomas M. Green Jr. (DR), van 6 december 1802-einde
- Paul Fearing (F)